# Адаминово
Адаминово (пољ. Adaminowo) је село у Пољској које се налази у војводству Кујавско-Поморском у повјату Вроцлавском у општини Вроцлавек.
Од 1975. до 1998. године ово насеље се налазило у Вроцлавском војводству.